# Messeamt am Markt

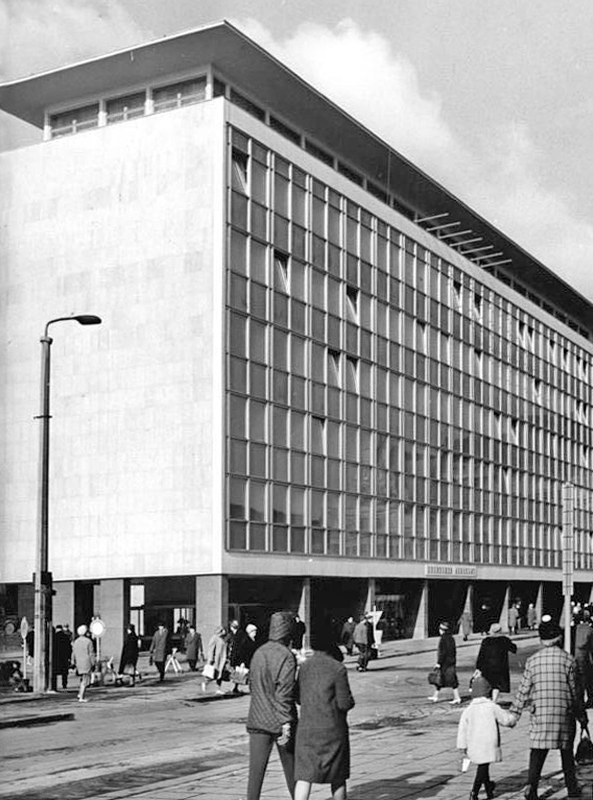
Messeamt am Markt (1965)

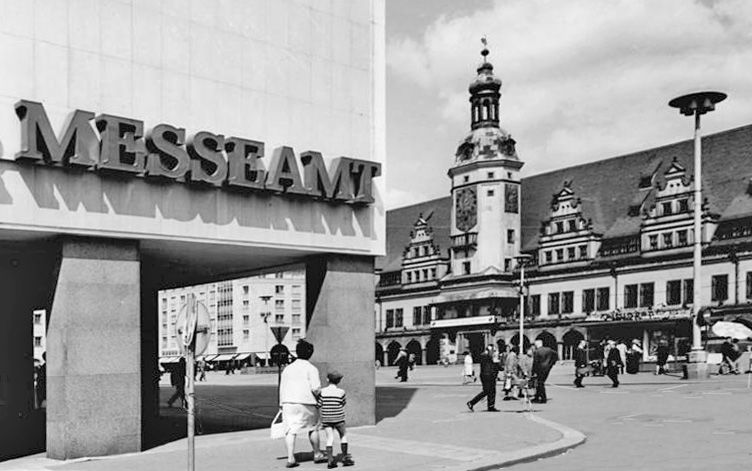
Durchgang zum Markt (1968)

Das Messeamt am Markt war ein von 1965 bis 2001 bestehendes Bürogebäude am Leipziger Marktplatz, das durch das Leipziger Messeamt genutzt wurde.

## Lage und Gestalt
Das Messeamt am Markt nahm den südlichen Teil der Westseite des Marktes ein. Der freie Platz an seiner Rückseite wurde als Parkplatz genutzt.
Es war ein siebengeschossiger Stahlbetonbau im Stil der internationalen Moderne mit einer vorgehängten Glas-Aluminium-Fassade. Das siebente Stockwerk war eingezogen und trug ein überstehendes Flachdach. An der Gebäuderückseite war das Treppenhaus turmartig vorgesetzt. Das gesamte Erdgeschoss war bis auf den Eingangsbereich als Durchgang offen. 

## Geschichte
Bis zu ihrer Zerstörung standen über die gesamte Länge vier historischen Gebäude: Aeckerleins Hof, die Engel-Apotheke, Stieglitzens Hof und das Bismarckhaus. Deren Ruinen waren teilweise bis 1960 vorhanden. 1963 begann der Bau des Messeamtes nach Plänen von Rudolf Rohrer (1900–1968) und Rudolf Skoda (1931–2015). Es wurde 1965 anlässlich des 800-jährigen Bestehens der Leipziger Messe in Betrieb genommen.
Da es die historische kleinteilige Bebauung des Marktes ignorierte, wurde es als architektonisches Ärgernis im Stadtbild angesehen. Es wurde 2001 abgerissen und 2005 durch die Marktgalerie ersetzt, die die kleinteilige Struktur zum Teil wieder aufnahm.